# (26129) 1993 DK
1993 دي كي (ويعرف أيضًا باسم (26129) 1993 دي كي وفق تسمية الكوكب الصغير) (بالإنجليزية: 1993 DK)‏ هو كويكب ضمن حزام الكويكبات؛ وترتيبه 26129 من حيث الاكتشاف.
اكتُشف هذا الجُرم الفلكي بواسطة تاكيشي أوراتا ‏ في 19 فبراير 1993.

## وصلات خارجية
- (26129) 1993 DK في قاعدة بيانات مختبر الدفع النفاث لأجرام النظام الشمسي الصغيرة

- الاكتشاف · مخطط المدار ·  العناصر المدارية · المعلمات المادية

- (26129) 1993 DK على موقع ويكي سكاي: DSS2, SDSS, GALEX, IRAS, Hydrogen α, X-Ray, Astrophoto, Sky Map, Articles and images